# La mente maestra
A La mente maestra a WY Records kiadó előadói és a híres reggaetón duó, Wisin & Yandel 3. közös albuma a Los vaqueros és Los vaqueros: wild wild mixes után. Az album bemutatja a WY Records előadóit: Gadiel, Franco "El Gorila", Tico, Jayko és Tony Dize is szerepel az albumon Alexis & Fido párosa mellett. Az első kislemez a Me estás tentando, ami az 50. helyen debütált a Billboard Hot Latin Songs toplistán. Az album producerei Nesty "La Mente Maestra" és Víctor "El Nazi".

## Számlista
| #   | Cím                   | Előadó(k)                                          | Hossz |
| --- | --------------------- | -------------------------------------------------- | ----- |
| 1.  | Meten presión (intro) | Wisin & Yandel, Jayko, Franco "El Gorila" & Gadiel | 4:08  |
| 2.  | Me estás tentando     | Wisin & Yandel                                     | 3:49  |
| 3.  | Sex                   | Jayko                                              | 3:19  |
| 4.  | Ella quiere           | Franco "El Gorila"                                 | 2:30  |
| 5.  | No te vayas           | Tony Dize                                          | 4:07  |
| 6.  | Superhéroe            | Alexis & Fido                                      | 3:27  |
| 7.  | Desnudémonos          | Jayko                                              | 3:38  |
| 8.  | Vamo' a hacerlo       | Yandel featuring: Franco "El Gorila"               | 2:49  |
| 9.  | Cositas macabras      | Gadiel                                             | 2:44  |
| 10. | Déjame hablar         | Wisin & Yandel                                     | 3:26  |
| 11. | Necesito tu calor     | Gadiel featuring: Tico                             | 3:12  |
| 12. | Más me pide           | Jayko                                              | 3:12  |
| 13. | Solos tú y yo         | Wisin & Yandel                                     | 3:33  |
| 14. | Hablan mal de mí      | Yandel                                             | 3:23  |